# A Despedida
A Despedida é um filme de drama produzido no Brasil, dirigido por Marcelo Galvão e lançado pela Gatacine em 9 de junho de 2016. Teve sua pré-estreia no Festival de Gramado de 2014.